# 善竹忠重
善竹 忠重 （ぜんちく ただしげ、1947年〈昭和22年〉 - ）は、狂言方大蔵流の能楽師。重要無形文化財総合指定保持者。

## 経歴
初世善竹忠一郎の次男、父に師事。1954年、「以呂波」にて初舞台。
金春流宗家より祖父彌五郎が善竹の姓を受け、一家をあげて改姓した。
神戸観世会にて「三番三」、善竹忠門会にて「釣狐」、善竹彌五郎追善会にて「花子」を披く。長男に善竹忠亮がいる。
2016年、兵庫県文化功労者として表彰
。